# خدش (القفر)

تعديل مصدري - تعديل

خدش هي إحدى قرى عزلة حمير بمديرية القفر التابعة لمحافظة إب، بلغ تعداد سكانها 40 نسمة حسب تعداد اليمن لعام 2004.